# Северный (Томская область)
Се́верный — посёлок в Александровском районе Томской области, Россия. Является административным центром Северного сельского поселения.

## География
Посёлок расположен на самом северо-западе Томской области, недалеко от административной границы с Ханты-Мансийским автономным округом, среди проток и небольших озёр, входящих в систему стариц Оби. В полукилометре севернее, на берегу протоки Светлой, находится второй населённый пункт сельского поселения — деревня Светлая Протока. Расстояние до райцентра — 75 км. Летом транспортная связь осуществляется по Оби, зимой — по временной дороге (зимнику).

## Население
| 1970 | 1979 | 1989 | 2002 | 2010 | 2012 | 2013 |
| ---- | ---- | ---- | ---- | ---- | ---- | ---- |
| 229  | →229 | ↗250 | ↘163 | ↘93  | ↘85  | ↘77  |
| 2014 | 2015 | 2019 | 2021 |      |      |      |
| ↘70  | ↗71  | ↘58  | ↗79  |      |      |      |

## Социальная сфера
В посёлке работает фельдшерско-акушерский пункт, библиотека, средняя общеобразовательная школа, функционирует культурно-спортивный центр.